# Comuna Vrsi, Zadar
Vrsi este o comună în cantonul Zadar, Croația, având o populație de 2.053 de locuitori (2011).

## Demografie
Componența etnică a comunei Vrsi
     Croați (91,62%)
     Sârbi (6,14%)
     Necunoscut (0,15%)
     Neclasificat (1,7%)
Componența confesională a comunei Vrsi
     Catolici (89,62%)
     Ortodocși (6,82%)
     Fără religie și atei (1,41%)
     Necunoscută (0,93%)
     Alte religii (1,22%)
Conform recensământului din 2011, comuna Vrsi avea 2.053 de locuitori. Din punct de vedere etnic, majoritatea locuitorilor (91,62%) erau croați, cu o minoritate de sârbi (6,14%). Apartenența etnică nu este cunoscută în cazul a 0,15% din locuitori. Din punct de vedere confesional, majoritatea locuitorilor (89,62%) erau catolici, existând și minorități de ortodocși (6,82%) și persoane fără religie și atei (1,41%). Pentru 0,93% din locuitori nu este cunoscută apartenența confesională.